# رالف بکشی
رالف بَکشی (انگلیسی: Ralph Bakshi؛ زادهٔ ۲۹ اکتبر ۱۹۳۸) یک کارگردان، فیلم‌نامه‌نویس، تهیه‌کننده و نقاش اهل ایالات متحده آمریکا است. وی از سال ۱۹۵۷ میلادی تاکنون مشغول فعالیت بوده‌است.

## گزیدهٔ آثار

### سینما
- ارباب حلقه‌ها (۱۹۷۸)
- ترافیک سنگین (۱۹۷۳)
- فریتز گربه (۱۹۷۲)

### تلویزیون
- اسپایدرمن (۱۹۶۷)
- معاون کلانتر (۱۹۵۹)